# Буковський Костянтин Іванович
Костянти́н Іва́нович Буко́вський (рос. Константин Иванович Буковский; *5 (18) травня 1908, село Інжавіно, Тамбовська губернія, нині селище міського типу, один із районних центрів Тамбовської області, Росія — †24 квітня 1976, Москва) — російський радянський письменник, журналіст. Батько одного із засновників дисидентського руху в СРСР Володимира Буковського.

## Біографія
Народився в селянській сім'ї. 1931 року став членом ВКП(б).
Працював у Москві редактором заводських газет, кореспондентом газети «Красная звезда». Під час Німецько-радянської війни був фронтовим кореспондентом.
Від 1946 року Костянтин Буковський працював у журналі «Огонёк». Його кореспонденції, нариси, замітки викликали незмінний інтерес читачів, особливо із сільської місцевості, оскільки в основному журналіст писав про проблеми сільського господарства, про життя селян.
Автор книг нарисів «Доля станиці» (1952), «Віхи часу» (1959), «Все про село» (1965), «На моїй землі» (1969), «Від року до року» (1971), «З минулого та сьогодення» (1975), присвячених соціальним і економічним проблемам сучасного села. Нариси «Роздуми про районне село» (1961) та деякі інші публіцистичні виступи Буковського викликали жваві відгуки в пресі.
Володимир Лакшин дав таку характеристику журналісту :
| Буковський Костянтин Іванович, батько майбутнього літератора-емігранта Володимира Буковського — яскравий і жовчний публіцист, який писав в «Литературной газете» і в журналах головним чином на теми, пов'язані із сільським господарством. У пору, коли я його знав, він намагався не примикати до жодних літературних таборів, виступав нечасто, але гостро і сміливо, часом бравуючи, втім, викликом «лібералізму» «Нового мира». |
Володимир Буковський згадував:
| Коли мого батька шпетили через мене на партзборах Спілки письменників, найбільше витійствував Сергій Михалков, на кшталт «в рядах партії не місце таким, як Костянтин Буковський, який виховав ворога народу!». Після зборів він, однак, підбігав до батька і питав: «Ну що, як там твій?» |